# سن-ژان-سور-ریشولیو
سن-ژان-سور-ریشولیو (به فرانسوی: Saint-Jean-sur-Richelieu) شهرکی در منطقه شهری لو او-ریشولیو ناحیه مونترژی در استان کبک کانادا است. در سرشماری سال ۲۰۱۱ این شهرک ۸۶٬۸۰۲ نفر جمعیت داشته‌است و مساحت آن ۲۲۵٫۶۱ کیلومتر مربع است.